# Joseph Roth (Priester)
Joseph Roth (* 2. August 1897 in Ottobeuren; † 5. Juli 1941 bei Rattenberg, Tirol) war ein katholischer Priester und Ministerialdirigent im Reichskirchenministerium.

## Leben
Joseph Roth stammte aus einem sehr katholischen Elternhaus und wuchs in München auf. Sein Vater war der Braumeister Joseph Roth. Seine beiden Brüder Leonhard (1904–1960) und Franz (1899–1985) wurden ebenfalls katholische Priester. Ab dem 1. Februar 1917 nahm er am Ersten Weltkrieg teil. Dabei wurde er Unteroffizier und Offiziersaspirant. Nach dem Krieg begann er ein Studium der Theologie an den Universitäten in München und Passau.
Er hatte zu dieser Zeit bereits Verbindungen zu völkischen und antisemitischen Kreisen, so gehörte er der Studentenvereinigung des Deutschvölkischen Schutz- und Trutzbundes an und trat 1919 dem Bund Oberland bei. Auch zur NSDAP bestanden ab Anfang der 1920er Jahre Kontakte. Roth war 1923 Autor der im Franz-Eher-Verlag publizierten Schrift: „Die Kirche und die Judenfrage“.
1922 folgte seine Priesterweihe und er übernahm eine kirchliche Funktion in Indersdorf. 1924 wurde er Katechet an der Kirche St. Ursula (München) und 1925 Kaplan. Zum 1. Januar 1934 wechselte Roth vom Kirchendienst zu einer hauptamtlichen Tätigkeit für die NSDAP: Er wurde zum Studienrat ernannt und als Religionslehrer eingesetzt an einer nationalsozialistischen Nationalpolitischen Erziehungsanstalt (Napola). Dort bewährte er sich so, dass er im August 1935 ins neu konstituierte Reichskirchenministerium (RKM) berufen wurde. Hier entfaltete er u. a. seine seit 1933 intensiv vorgetragene Polemik gegen das Reichskonkordat aus nationalsozialistischer Perspektive weiter, in der er sich u. a. mit staatsnahen katholischen Theologen wie Hans Barion einig sein konnte. Am 1. April 1936 wurde Roth zum Ministerialrat befördert.
Roth stand in einer engen freundschaftlichen Verbindung mit dem 1934 von der katholischen Kirche suspendierten Priester Albert Hartl, der Abteilungsleiter für Politische Kirchen im SS-Sicherheitsdienst (SD) war. Im Gegensatz zu Hartl wurde Roth aber nie wegen seiner NS-Aktivitäten von seiner Kirche gemaßregelt.
Roth, seit 1934 Mitglied der SA, leitete ab 1937 die katholische Abteilung im RKM und wurde 1939 zum Ministerialdirigent befördert. 1938 wurde auf seine Anregung der Ausschuss für Religionsrecht gebildet. Roth war auch Mitglied des Reichsinstitutes für Geschichte des Neuen Deutschlands, dort vertrat Roth den Reichskirchenminister Hanns Kerrl.
Im Juli 1941 verbrachte Roth seinen Urlaub in Tirol und ertrank bei einer Bootsfahrt.

## Schriften
- Die katholische Kirche und die Judenfrage. In: Forschungen zur Judenfrage, Bd. 4, Hamburg: Hanseatische Verlagsanstalt 1940, S. 163–176.